# Paul Vialar
Paul Vialar (* 18. September 1898 in Saint-Denis, Département Seine-Saint-Denis; † 8. Januar 1996 in Vaucresson, Département Hauts-de-Seine) war ein französischer Schriftsteller.

## Leben und Werk

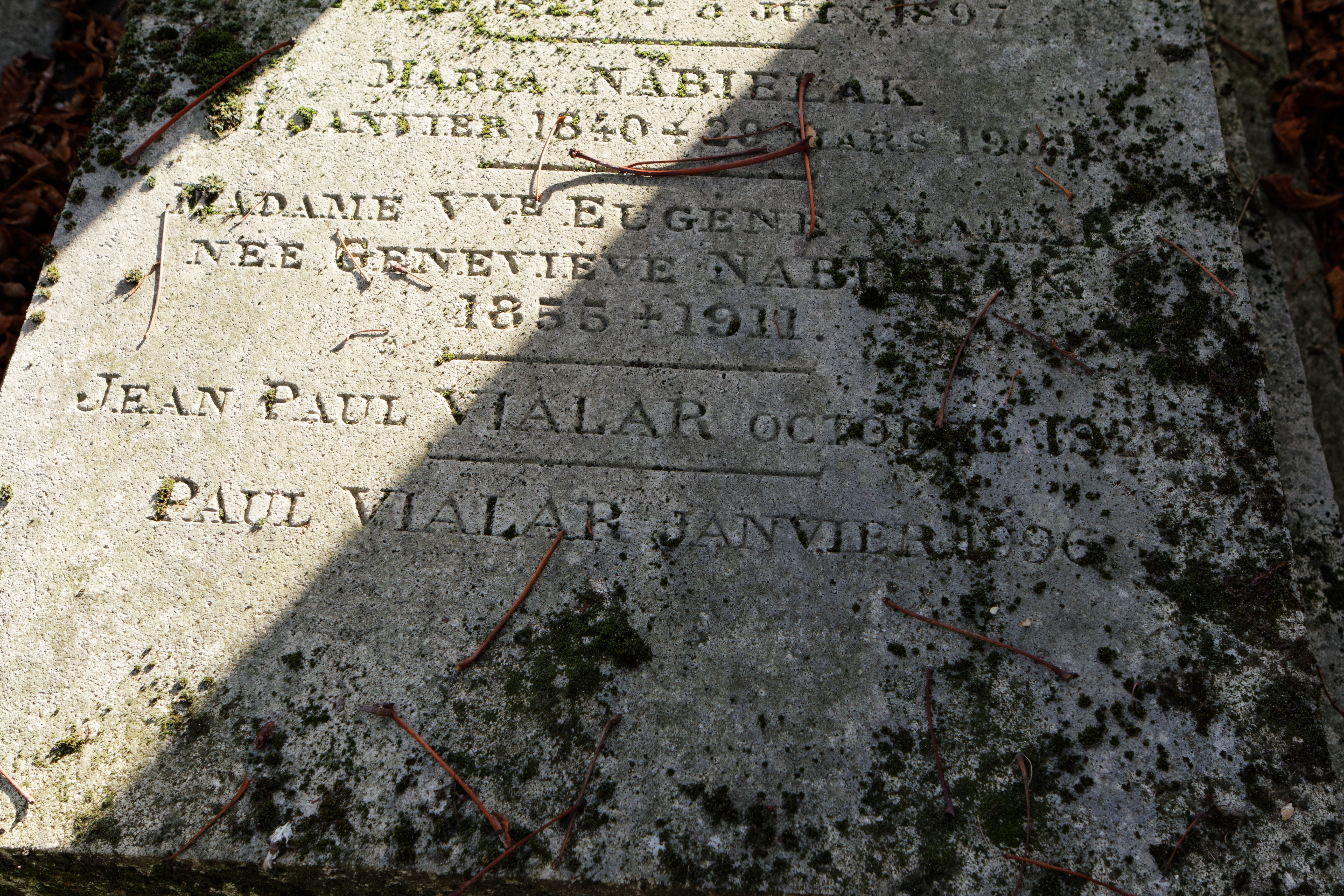
Paul Vialar, Grabstein Père-Lachaise (division 81)

Vialar war der Sohn des Weinhändlers Pierre Vialar (1845–1904) und dessen zweiter Ehefrau Geneviève Nabielak (1855–1911).
1916 meldete sich Vialar als Freiwilliger und kämpfte bis zum Ende des Ersten Weltkriegs in der Infanterie. Noch vor den Friedensverhandlungen kam er nach Paris und ließ sich dort nieder. Ab 1921 studierte er an der École des hautes études commerciales de Paris (→Grande école).
Nach ersten literarischen Versuchen als Schüler bzw. als Soldat entstanden während seines Studiums erste Werke, die auch ihren Verleger fanden. Robert Denoël, den Vialar aus dem Krieg kannte, nahm sehr viele von dessen Werken in seinem Verlag auf bzw. sorgte für deren Veröffentlichung.
Im 98. Lebensjahr starb Paul Vialar im Januar 1996 in Vaucresson und fand dort auch seine letzte Ruhestätte.

## Ehrungen
- 1939 Prix Femina für La rose de la mer
- 1948 Grand Prix de la ville de Paris für La mort est un commencement (acht Bände)
- Kommandeur der Ehrenlegion
- Die Rue Paul Vialar in Blaye-les-Mines (Département Tarn) wurde ihm zu Ehren benannt.

## Werke (Auswahl)
- Le bal des sauvages. Paris 1948
  - deutsch: Der Tanz der Lemuren. Roman. Zsolnay, Wien 1949.
- La grande meute. Paris 1949.
  - deutsch: Die große Meute. Roman. Deutsche Buchgemeinschaft, Berlin 1949.
- La chasse aux hommes. Paris 1952.
  - deutsch: Madame de Viborne. Roman. Goldmann, München 1978, ISBN 3-442-03704-2 (EA Berlin 1967)
- La rose de la mer. Paris 1939.
  - deutsch: Fracht für Konstanza. Roman. Neff, Wien 1980, ISBN 3-7014-0173-X (früherer Titel: Die Seerose. Wien 1953)
- Safari-Verité. Flammarion, Paris 1970.
  - deutsch: Safari ins Glück. Roman. Herder, Freiburg/B. 1975, ISBN 3-451-17182-1.
- Le triangle de fer.
  - deutsch: Flucht aus der grünen Hölle. Roman. Herder, Freiburg/B. 1979, ISBN 3-451-17776-5.
- Mon seul amour.
  - deutsch: Jean und Isabelle. Eine Liebe für das Leben. 3. Aufl. Herder, Freiburg/B. 1974, ISBN 3-451-16600-3.
- Le petit garçon de l’ascenseur.
  - Deutsch: Achter Stock s’il vous plaît. Das grosse Abenteuer eines kleinen Liftboys. Goldmann, München 1968.
- Les quatre zingari.
  - deutsch: Unter freien Himmel. Roman. Engelhorn, Stuttgart 1965.
- Clara et les méchants.
  - deutsch: Clara und die Bösewichte. Roman. Neff, Wien 1959.
- L'Éperon d’argent. Paris 1951.
  - deutsch: Der silberne Sporn. Roman. Broschek, Hamburg 1952.
- Une ombre. Paris 1946.
  - deutsch: Eine Schatten. Roman einer Hässlichen. Verlag Cesam, Wien 1948.
- Pas de temps pour mourir. Paris 1958.
  - deutsch: ... keine Zeit zum Sterben. Roman. Droste, Düsseldorf 1963.